# Furcula furcula

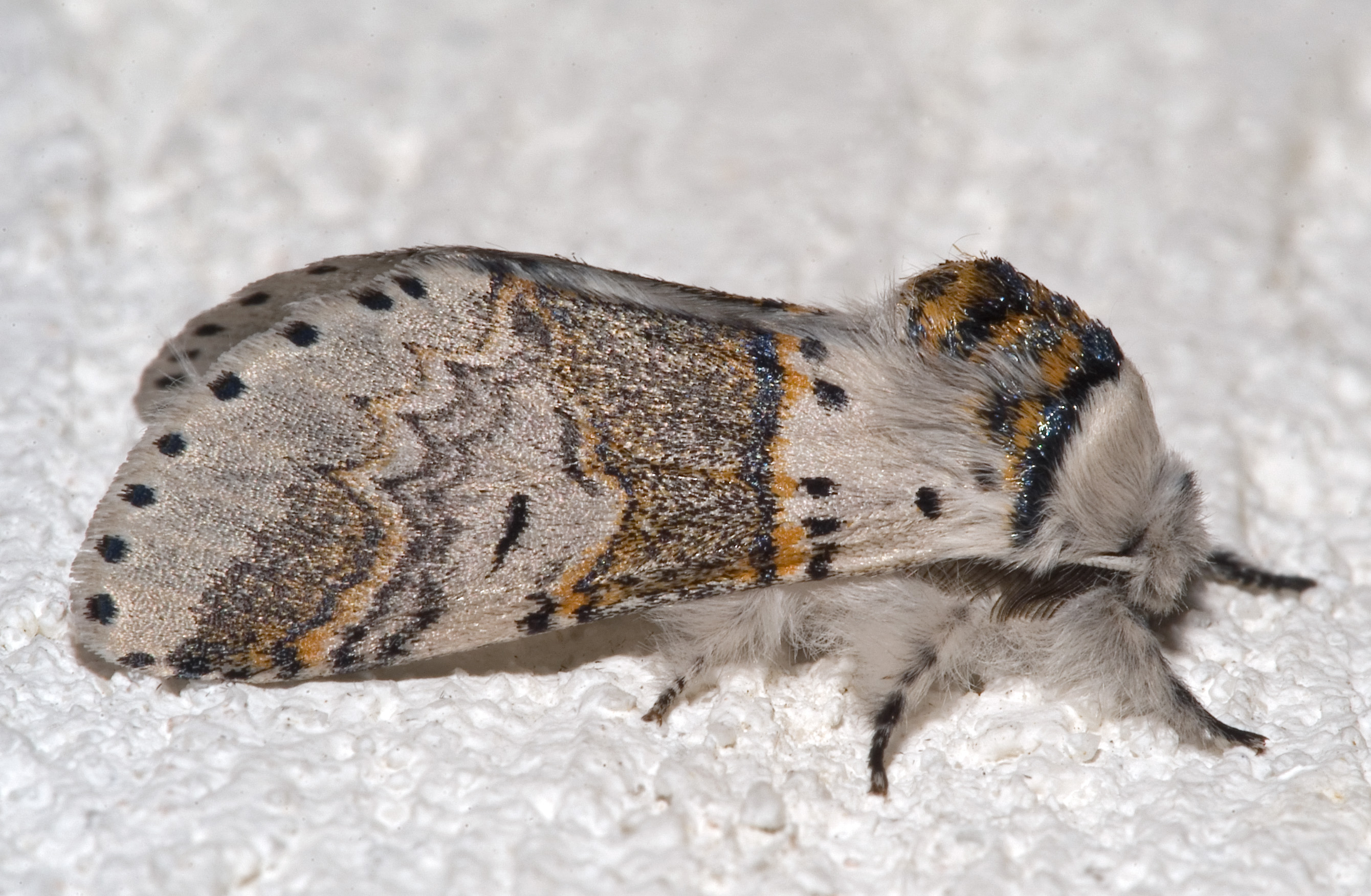
Con đực

Furcula furcula là một lepidoptera thuộc họ Notodontidae. 
Con bướm có thể tìm thấy ở châu Âu, Bắc Iran. Con bướm bị ánh đèn hấp dẫn.
Con bướm màu xám/đen và có sải cánh 27–35 mm. Phần đầu của cánh có một dải màu xám lớn. Chúng bay vào tháng 4 đến cuối tháng 8. Con bướm có hai thế hệ một năm. Con sâu bướm có thể dài 35 mm và có màu xanh lá cây sáng với đốm tím. Các cây chủ là liễu, bạch dương và dương.

## Hình ảnh

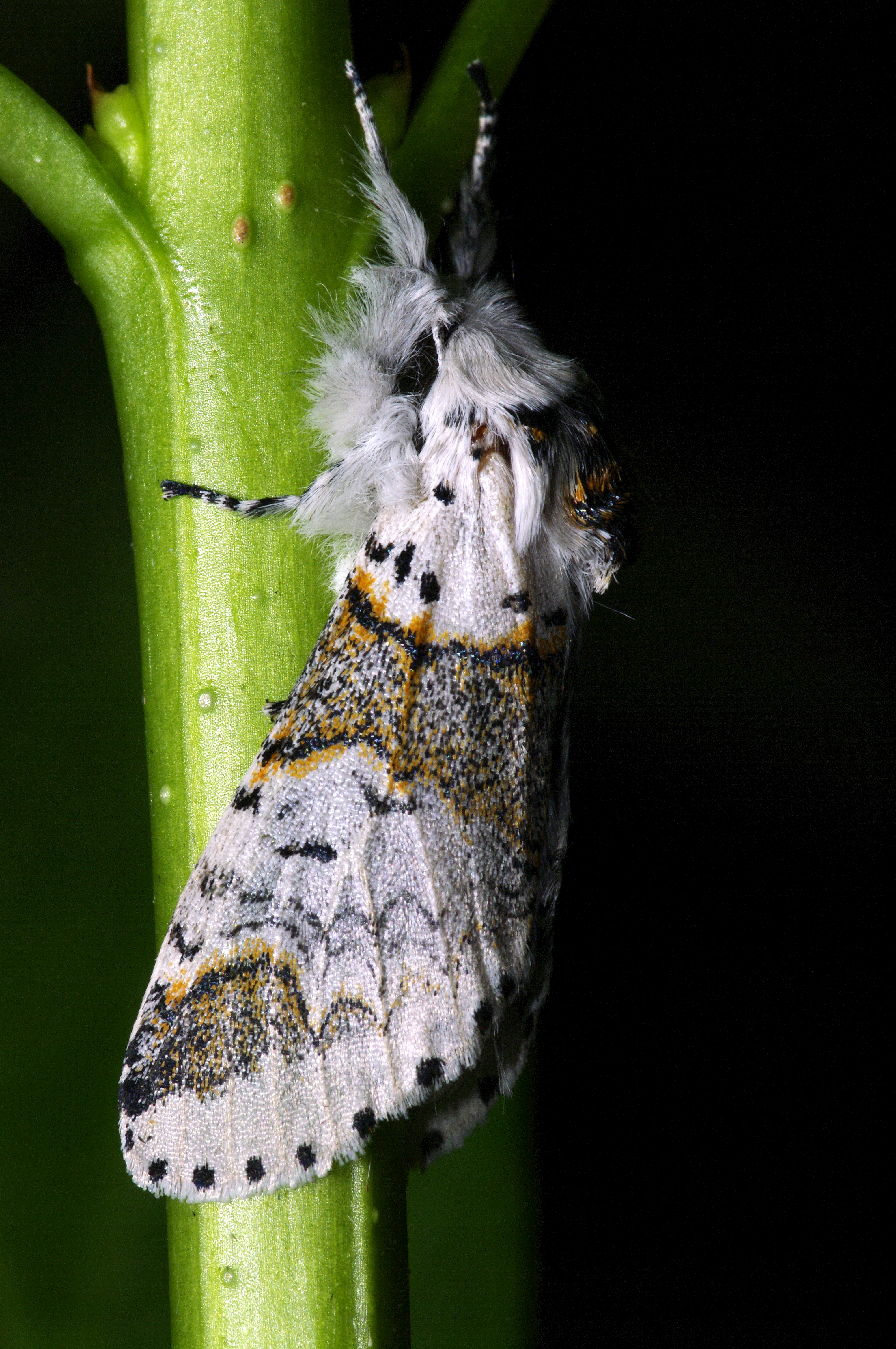
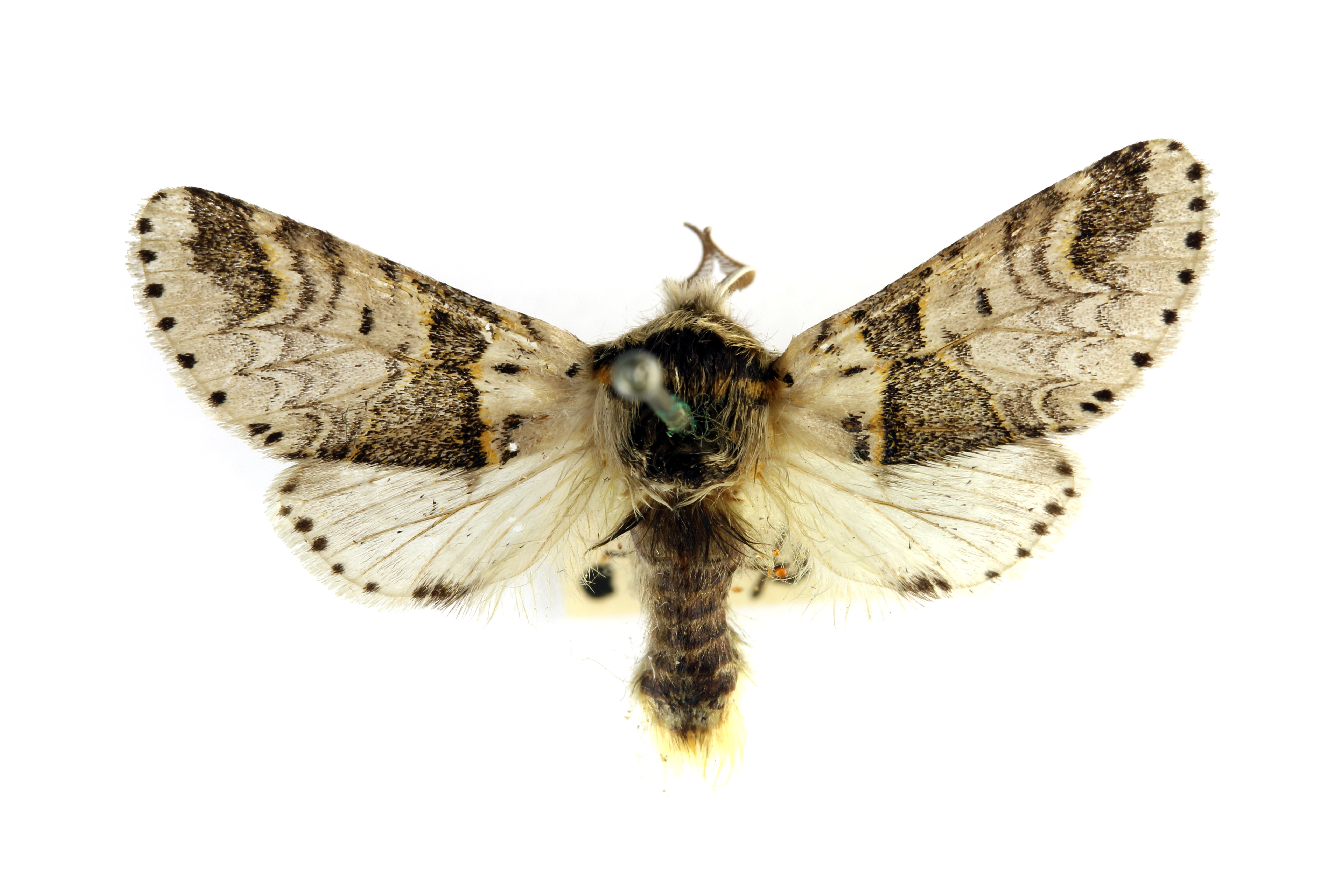
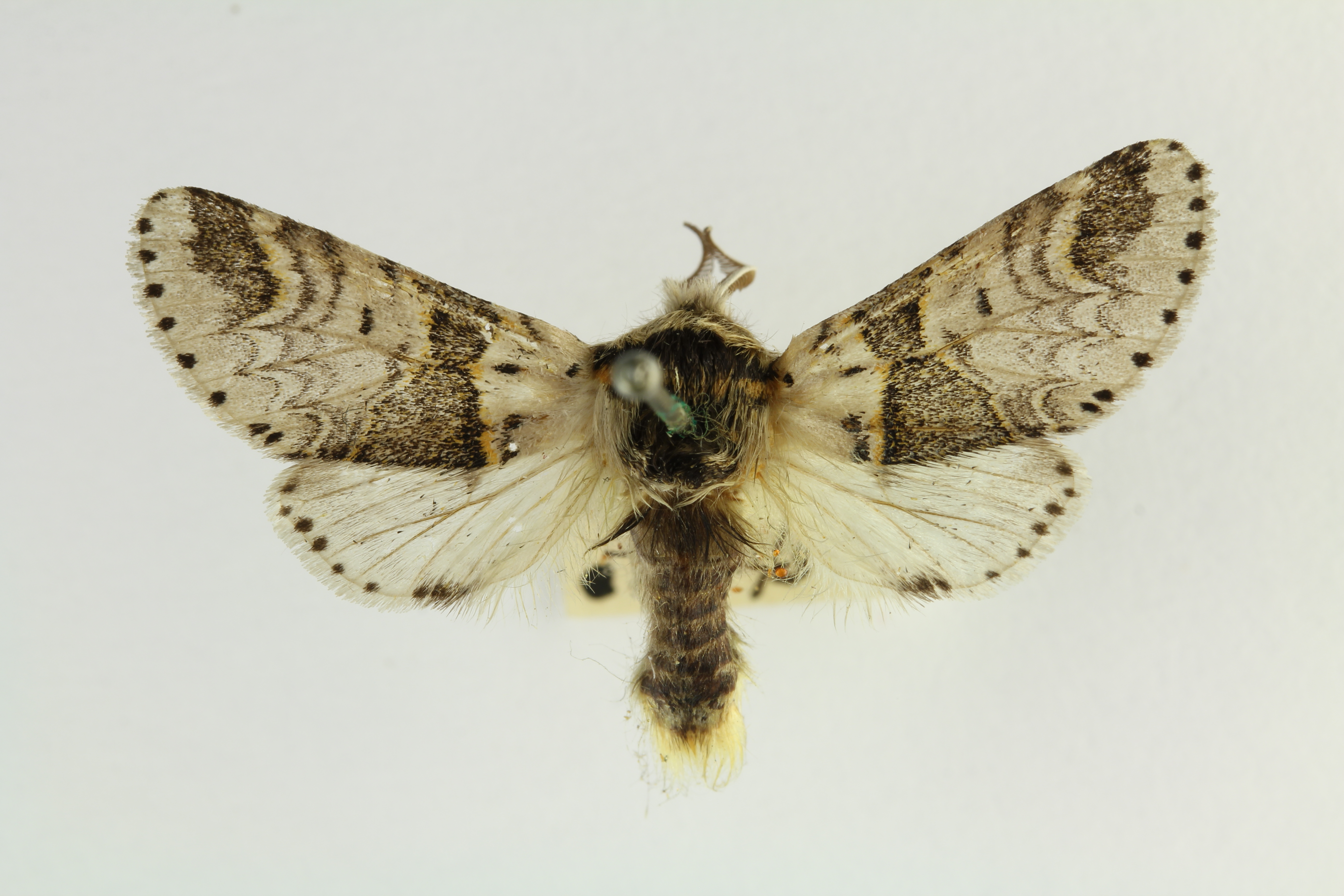
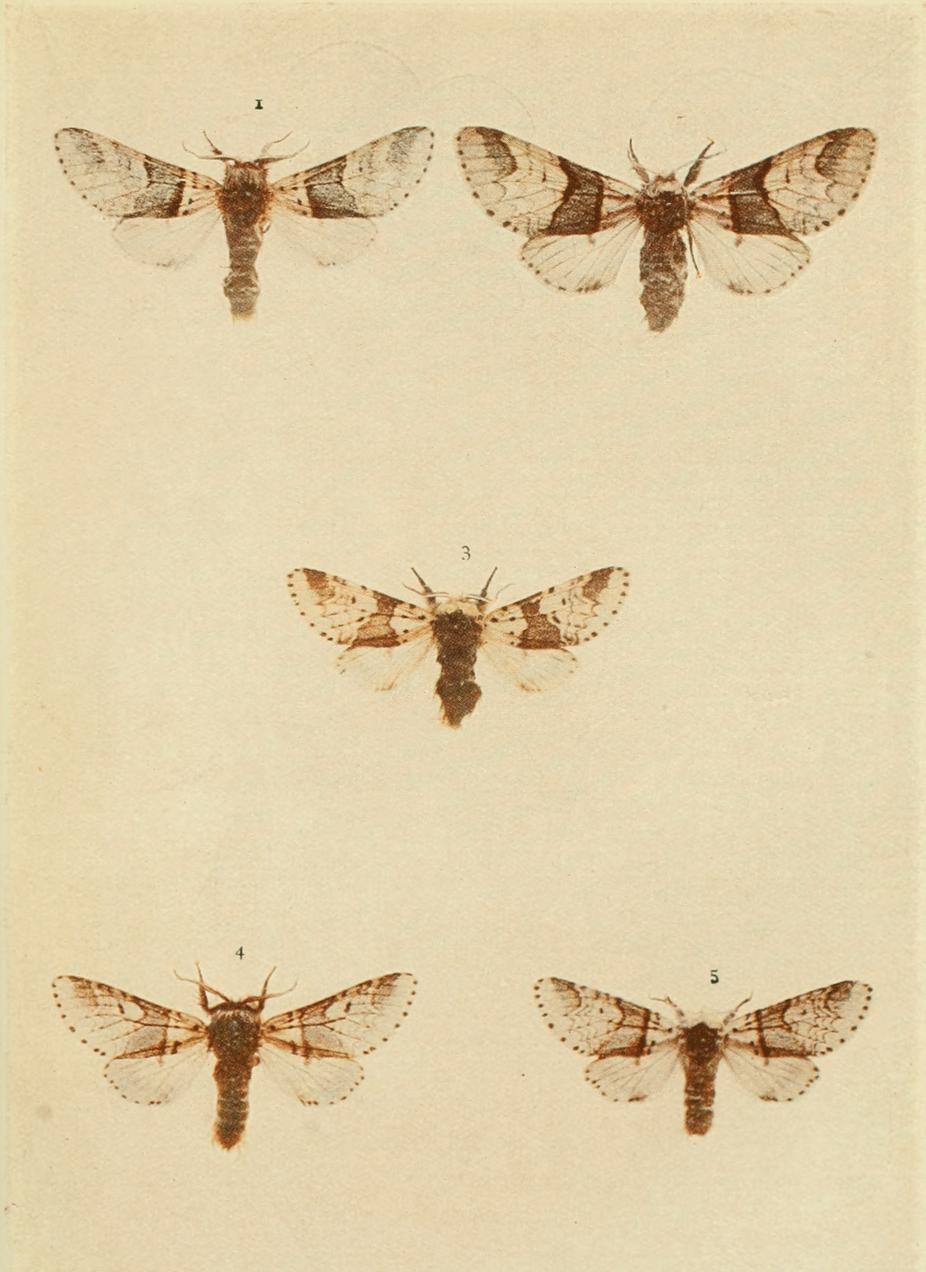